# Lençóis Paulista (kommun)
Lençóis Paulista är en kommun i Brasilien.   Den ligger i delstaten São Paulo, i den södra delen av landet, 800 km söder om huvudstaden Brasília. Antalet invånare är 61 454.
Följande samhällen finns i Lençóis Paulista:
- Lençóis Paulista

Omgivningarna runt Lençóis Paulista är en mosaik av jordbruksmark och naturlig växtlighet. Runt Lençóis Paulista är det ganska glesbefolkat, med 21 invånare per kvadratkilometer.